# 1ª Divisão (Estônia)
A 1ª Divisão, foi uma das quatro divisões estonianas criadas durante a Guerra de Independência da Estônia, a qual estava ativa até a ocupação soviética na Estônia. Desde a restauração da independência em 1991, atualmente não há divisões entre as Forças de Defesa da Estônia.

## Ordem da batalha
A ordem da unidade de batalha em 1918:
- 1º Regimento de Infantaria (Major-general Ernst Põdder)
- 2° Regimento de Infantaria (Coronel J. Unt)
- 3° Regimento de Infantaria (Tenente-coronel E. Kubbo)
- 4º Regimento de Infantaria (Coronel Aleksander Seiman)
- 5º Regimento de Infantaria (Tenente-coronel Nikolai Reek)
- 6º Regimento de Infantaria (Tenente-coronel Viktor Puskar)
- Regimento de Cavalaria (Rittmeister Gustav Jonson)
- Batalhão de Engenharia (Capitão Voldemar Riiberg)

A ordem da unidade de batalha em 1939:
- 1º Regimento de Infantaria
- 4º Único Batalhão de Infantaria
- 5º Único Batalhão de Infantaria